# Peer Carlsen
Peer Carlsen is een voormalig Deens vakbondsbestuurder. Hij was algemeen secretaris van het Europees Verbond van Vakverenigingen (EVV).